# Ford A-Series
Ford A-Series — малотоннажний вантажний автомобіль, що випускається компанією Ford з 1973 по 1983 рік. Витіснений з конвеєра моделями Ford Transit та Iveco Daily.

## Історія

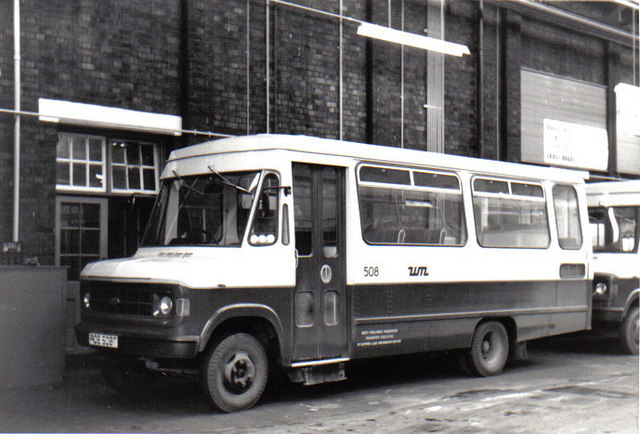
Selly Oak Bus Garage, 1978 на шасі Ford A-Series

У 1967 року компанія Ford вирішила провести дослідження автомобілів повною масою від 3,5 до 7 тон. Рішення було прийнято 1970 року, а на початку 1971 року почалася розробка автомобілів Ford A-Series.
Дебют автомобіля Ford A-Series відбувся на Франкфуртському автосалоні 13 вересня 1973 року. Усього було зроблено понад 350 примірників для країн з лівостороннім та правостороннім рухом. Модель тісно пов'язана з Ford Transit.
Виробництво завершилося 1983 року.

## Двигуни
- 2.4L Ford York l4
- 3.54L Ford York l6
- 3.0L Ford Essex V6